# 2-Арахідоноїлгліцерин
2-Арахідоноїлгліцерин ( 2-AG ) є ендоканабіноїдом, ендогенним агоністом CB 1 рецепторів і основним ендогенним лігандом для рецептора CB2. 2-АГ є повним агоністом канабіноїдних рецепторів.   2-Арахідоноїлгліцерин є складним ефіром, утвореним з омега-6 жирної кислоти арахідонової кислоти та гліцерину . Він наявний у відносно високих рівнях у центральній нервовій системі, де він забезпечує нейромодулюючий ефект канабіноїдів. 2-АГ був виявлений у  бичачому та людському молоці .  Ця хімічна сполука була вперше описана в 1994-1995 роках, через певний час після її відкриття. Для утворення арахідоноїлгліцерину необхідна активність таких ферментів, як фосфоліпази С (PLC) і діацилгліцеролліпази (DAGL).  2-AG синтезується з діацилгліцерину (DAG). Також він може утворюватись з арахідонової кислоти та поліненасичених жирних кислот.

## Наявність
2-AG, на відміну від іншого ендоканабіноїду анандаміду присутній у вищих концентраціях у центральній нервовій системі. Рівні 2-AG в мозку є втричі вищими порівняно з анандамідом. Арахідоноїлгліцерин є найпоширенішою формою моноацилгліцерину, знайденою в мозку мишей і щурів (~5-10 нмоль/г тканини).   Виявити наявність 2-AG у тканині головного мозку складно через його легку ізомеризацію до 1-AG в процесі стандартної екстракції ліпідів. 2-AG був виявлений у  бичачому, а також у людському молоці.   

## Відкриття
2-AG був відкритий Рафаелем Мечуламом і його учнем Шимоном Бен-Шабатом.  2-AG був відомою хімічною сполукою ще до виявлення його наявності в організмі. Лише в 1994-1995 роках дослідницькою групою з Університету Тейкіо було вперше описано наявність 2-AG у ссавців і його спорідненість з канабіноїдними рецепторами  . Дослідницькій групі Рафаеля з Єврейського університету в Єрусалимі в 1995 році вдалося вперше виділити 2-AG з кишечнику собаки та додатково охарактеризувати його фармакологічні властивості in vivo .  2-арахідоноїлгліцерин був другим відкритим ендоканабіноїдом після анандаміду.Ендоканабіноїди є важливими компонентами канабіноїдної нейромодулюючої системи в нервовій системі . 

## Фармакологія
На відміну від синтезу анандаміду, утворення 2-AG є кальцій-залежним і опосередковується активністю фосфоліпази С (PLC) і діацилгліцеролліпази (DAGL).  2-AG діє як повний агоніст канабіноїдного рецептора CB1.  У концентрації 0,3 нМ 2-AG індукує швидке тимчасове збільшення внутрішньоклітинного вільного кальцію в клітинах нейробластоми X гліоми NG108-15 через механізми, що є залежними від CB1 канабіноїдних рецепторів.  Розклад арахідоноїлгліцерину відбувається в процесі гідролізу in vitro моноацилгліцеролліпазою (MAGL), гідролазою амідів жирних кислот (FAAH) і нехарактеризованими ферментами серингідролази ABHD2,  ABHD6 і ABHD12 . 
Є невідомим точний внесок кожного з наведених вище ферментів у припиненні сигналізації, опосердкованої 2-AG в клітинах in vivo. Вважається, що моноацилгліцеролліпаза (MAGL) відповідає за ~85% гідролізу цієї молекули  . Наразі є ідентифікованими транспортні білки для 2-арахідоноїлгліцерину та анандаміду. До них належать білки теплового шоку ( Hsp70s ) і білки, що зв’язують жирні кислоти (FABP).  

## Біосинтез
2-Арахідоноїлгліцерин синтезується з діацилгліцерину (DAG). Власне діацилгліцерин утворюється з фосфатидилінозитолу внаслідок його розщеплення фосфоліпазами. Молекула 2-AG може бути утворена шляхом гідролізу ( дигліцеридами ) як фосфатидилхоліну (ФХ), так і фосфатидної кислоти (ФК) під дією DAG-ліпази та гідролізу лізофосфатидної кислоти, що містить арахідонову кислоту, під дією фосфатази. 

## Дивись також
- 2-арахідоноїл гліцериловий ефір
- Ендоканабіноїдні транспортери